# 779 Ніна
779 Ніна (779 Nina) — астероїд головного поясу, відкритий 25 січня 1914 року.
Тіссеранів параметр щодо Юпітера — 3,302.